# South Salt Lake
South Salt Lake és una població dels Estats Units a l'estat de Utah. Segons el cens del 2000 tenia 22.038 habitants.

## Demografia
Segons el cens del 2000, South Salt Lake tenia 22.038 habitants, 8.022 habitatges, i 4.588 famílies. La densitat de població era de 1.231,4 habitants per km².
Dels 8.022 habitatges en un 30,6% hi vivien nens de menys de 18 anys, en un 37,7% hi vivien parelles casades, en un 13% dones solteres, i en un 42,8% no eren unitats familiars. En el 32,5% dels habitatges hi vivien persones soles el 7,1% de les quals corresponia a persones de 65 anys o més que vivien soles. El nombre mitjà de persones vivint en cada habitatge era de 2,47 i el nombre mitjà de persones que vivien en cada família era de 3,17.
Per edats la població es repartia de la següent manera: un 24% tenia menys de 18 anys, un 16,5% entre 18 i 24, un 37% entre 25 i 44, un 14,9% de 45 a 60 i un 7,6% 65 anys o més.
L'edat mediana era de 29 anys. Per cada 100 dones de 18 o més anys hi havia 127,1 homes.
La renda mediana per habitatge era de 29.801 $ i la renda mediana per família de 35.353 $. Els homes tenien una renda mediana de 26.173 $ mentre que les dones 23.755 $. La renda per capita de la població era de 15.474 $. Entorn del 13,3% de les famílies i el 16,3% de la població estaven per davall del llindar de pobresa.

## Poblacions més properes
El següent diagrama mostra les poblacions més properes.